# Bruno Belin
Bruno Belin (Zágráb, 1929. január 16. – Belgrád, 1962. október 20.) horvát labdarúgóhátvéd.

## Pályafutása
1951 és 1962 között a Partizan labdarúgója volt, ahol egy jugoszláv bajnoki címet és három kupagyőzelmet ért el.
1952 és 1959 között 25 alkalommal szerepelt a jugoszláv válogatottban, melynek tagjaként részt vett az 1954-es svájci világbajnokságon.

## Sikerei, díjai
FK Partizan
- Jugoszláv bajnokság
  - bajnok: 1960–61
- Jugoszláv kupa
  - győztes (3): 1952, 1954, 1957